# Schottische Badmintonmeisterschaft 1966
Die Schottische Badmintonmeisterschaft 1966 fand in Edinburgh statt. Es war die 45. Austragung der nationalen Meisterschaften von Schottland im Badminton.

## Titelträger
| Disziplin    | Sieger                            |
| ------------ | --------------------------------- |
| Herreneinzel | James Sydie                       |
| Dameneinzel  | Muriel Ferguson                   |
| Herrendoppel | Robert McCoig Frank Shannon       |
| Damendoppel  | Catherine Dunglison Wilma Reid    |
| Mixed        | Mac Henderson Catherine Dunglison |